# Selección femenina de voleibol de Uruguay
La selección femenina de voleibol de Uruguay es el equipo representativo del país en las competiciones oficiales de voleibol. Su organización está a cargo de la Federación Uruguaya de Voleibol (FUV).

## Resultados

### Torneos FIVB
- Campeonato Mundial de Voleibol Femenino de 1960: 9° Puesto
- Copa Mundial de Voleibol Femenino de 1973: 10° Puesto

### Copa Panamericana
- 2007: 11° Puesto
- 2015: 12° Puesto

### Campeonato Sudamericano
- 1997 — 8° Puesto
- 1999 — 5° Puesto
- 2001 — 4° Puesto
- 2003 — No participó
- 2005 — 5° Puesto
- 2007 — 4° Puesto
- 2009 — 5° Puesto
- 2011 — 5° Puesto
- 2013 — No participó
- 2015 — 7° Puesto
- 2017 — No participó
- 2019 — 8° Puesto